# Ульяники (Киевская область)
Ульяники (укр. Уляники) — село, входит в Кагарлыкский район Киевской области Украины.
Население по переписи 2001 года составляло 270 человек. Почтовый индекс — 09235. Телефонный код — 4573. Занимает площадь 2,222 км². Код КОАТУУ — 3222280402.

## Местный совет
09234, Київська обл., Кагарлицький р-н, с. Балико-Щучинка, вул.Героїв Дніпра,15а